# Banjee
Banjee (comme dans banjee boy ou banjee girl) est un terme qui tire son origine du système de maisons et de la ball culture de New York, qui décrit quelqu'un perçu comme étant "du quartier" ou incarnant un fanfaron urbain et dur.
Le terme est principalement associé à la ville de New York et peut être d'origine nuyoricaine,,.